# Výreček siauský
Výreček siauský (Otus siaoensis) je sova z čeledi puštíkovití (Strigidae). Druh popsal německý zoolog Hermann Schlegel roku 1873. Podle Mezinárodního svazu ochrany přírody se jedná o kriticky ohrožený druh, jenž byl ve volné přírodě prokazatelně pozorován pouze jedenkrát.

## Popis
Výreček siauský je špatně probádaný druh ptáka, protože všechny informace pocházejí z jediného vzorku (holotypu). Jde o celkem malý druh puštíkovité sovy, vyznačuje se krátkými zaoblenými křídly, poměrně velkou hlavou a krátkými špičatými „oušky“. Dosahuje celkové velikosti asi 190 mm, z toho ocas měří 55 mm a křídlo asi 125 mm. Zbarvení hřbetu se pohybuje převážně v hnědavých odstínech s rezavým nádechem, podkladovou barvu doplňuje načernalé proužkování a světlejší skvrnky. Křídla jsou tmavě hnědá, s úzkým světlejším pruhováním na vnějších stranách letek. Výrazným znakem je světlý šíjový límec. Ocas je zdoben hustým tmavým proužkováním. Spodní partie jsou poněkud světlejší než hřbet, s tmavší oblastí na horní části hrudi. Obličejový disk je hnědooranžový, s nezřetelnými hnědavými soustřednými liniemi a nevýrazným úzkým tmavým lemem. Oči jsou žluté, zobák a ozobí žlutohnědé.

## Biologie & ekologie
Výreček siauský je pro vědeckou obec znám pouze z jediného vzorku, který posloužil i jako holotyp, na základě něhož byl druh roku 1873 popsán. Jedinec byl uloven v roce 1866 na menším ostrově Siau, jenž leží asi 130 km od severního cípu ostrova Sulawesi v Celebeském moři. Dá se očekávat, že podobně jako ostatní blízce příbuzné druhy je i výreček siauský obyvatelem lesů, ačkoli jinak o jeho chování, preferované potravě či rozmnožovacích cyklech pochopitelně neexistují spolehlivé údaje.
Ostrov Siau zřejmě vždy poskytoval domov pouze pro nepočetnou populaci výrečků, místní přirozená stanoviště navíc byla vystavena masivnímu odlesňování, jež pokračuje i v současnosti (2018). Vědeckým průzkumům od roku 1998 se sice nepodařilo výrečka objevit, sova však přesto může v degradovaných stanovištích ostrova stále přežívat. Tomuto závěru by nasvědčovaly například nepotvrzené zprávy místních obyvatel, včetně možné videonahrávky z roku 2017. Zbývající populace by však byla pouze nepatrná, podle Mezinárodního svazu ochrany přírody o méně jak 50 jedincích (druh je veden jako kriticky ohrožený). Výreček siauský patří mezi desítku nejhledanějších ptačích druhů světa.